# Abanter
Abanterna (grekiska Αβαντες, ábantes) var ett forngrekiskt folk, som hade sin hemvist på Euboia och småningom lär ha utbrett sig över hela denna ö samt till åtskilliga kolonier i Mindre Asien. Sannolikt tillhörde de den joniska stammen.